# Манбер, Уди
Уди Манбер (ивр. אודי מנבר‎; англ. Udi Manber; род. Кирьят-Хаим) — израильский учёный в области информатики. Один из авторов agrep и GLIMPSE. После карьеры в области инженерии и менеджмента он занимался медицинскими исследованиями.

## Образование
Получил степень бакалавра математики в 1975 году и степень магистра в 1978 году в Технионе в Израиле. В Вашингтонском университете он получил ещё одну степень магистра в 1981 году и докторскую степень по информатике в 1982 году.

## Карьера
Выиграл президентскую премию для молодых исследователей в 1985 году, 3 награды за лучшую работу и ежегодную награду за программное обеспечение Usenix Software Tools User Group Award в 1999 году. Вместе с Джином Майерсом он разработал массив суффиксов, структуру данных для сопоставления строк.
Он был профессором Университета Аризоны и в то время написал несколько статей, в том числе «Использование индукции для разработки алгоритмов», в которой резюмировал свой учебник (который до сих пор издаётся) «Введение в алгоритмы: творческий подход».
Стал главным научным сотрудником Yahoo! в 1998 году.
В 2002 году он присоединился к Amazon.com, где стал «главным специалистом по алгоритмам» и вице-президентом. Позже он был назначен генеральным директором дочерней компании Amazon A9.com. Он подал патент от имени Amazon. В 2004 году Google продвигал спонсируемые списки для собственного набора персонала всякий раз, когда кто-то искал его имя в поисковой системе Google.
В 2006 году он был нанят Google в качестве одного из их вице-президентов по разработке. В декабре 2007 года он анонсировал Knol, проект Google по созданию хранилища знаний.
В октябре 2010 года он отвечал за все поисковые продукты в Google.
В октябре 2014 года Манбер был назначен вице-президентом по техническим вопросам YouTube.
В феврале 2015 года Манбер объявил, что покидает YouTube в пользу Национального института здоровья. Покинул YouTube в 2016 году.
В феврале 2017 года Манбер перешёл на работу в медицинский факультет Калифорнийского университета в Сан-Франциско (UCSF) и стал техническим консультантом Института компьютерных наук о здоровье UCSF. 
В октябре 2018 года сообщалось, что Манбер присоединяется к Anthem в качестве главного директора по ИИ.
Манбер входит в совет директоров Twiggle и является советником Amino Health.
В 2020 году Манбер объявил о создании нового предприятия Weekly Medical News.